# Tanystylum intermedium
Tanystylum intermedium is een zeespin uit de familie Ammotheidae. De soort behoort tot het geslacht Tanystylum. Tanystylum intermedium werd in 1904 voor het eerst wetenschappelijk beschreven door Leon Jacob Cole.
De soort werd in 1895 ontdekt voor de kust van de Amerikaanse staat Californië